# Aechmea aquilega
Aechmea aquilega es una especie del género Aechmea. Esta especie es nativa de Brasil.

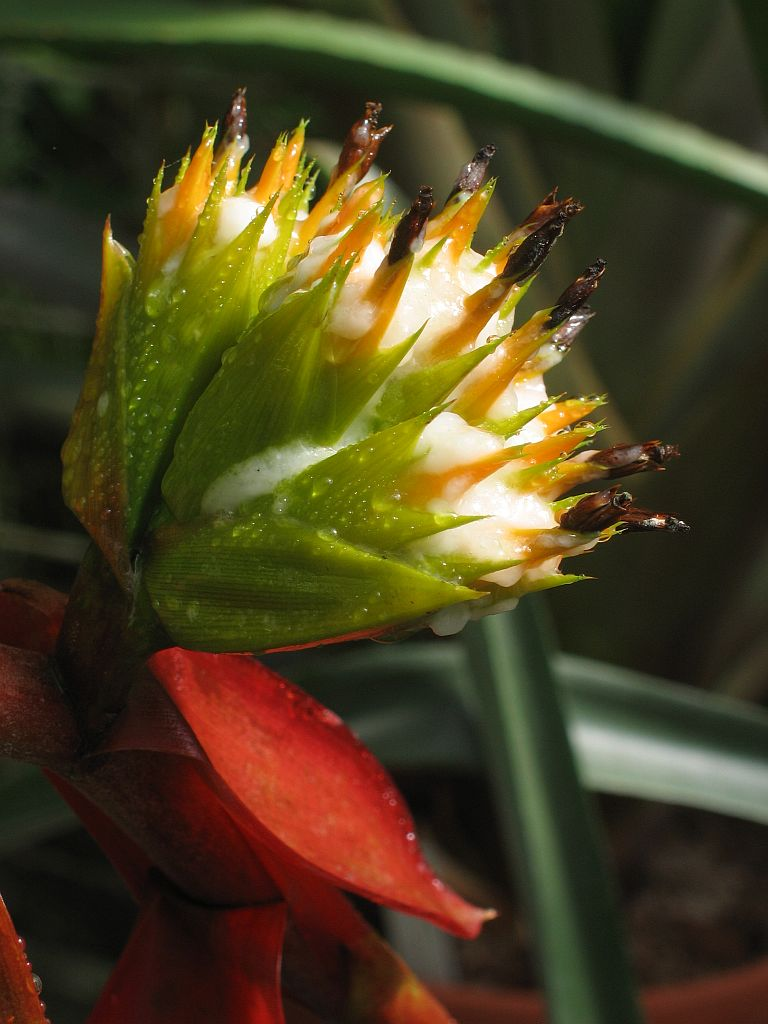
Detalle de la planta

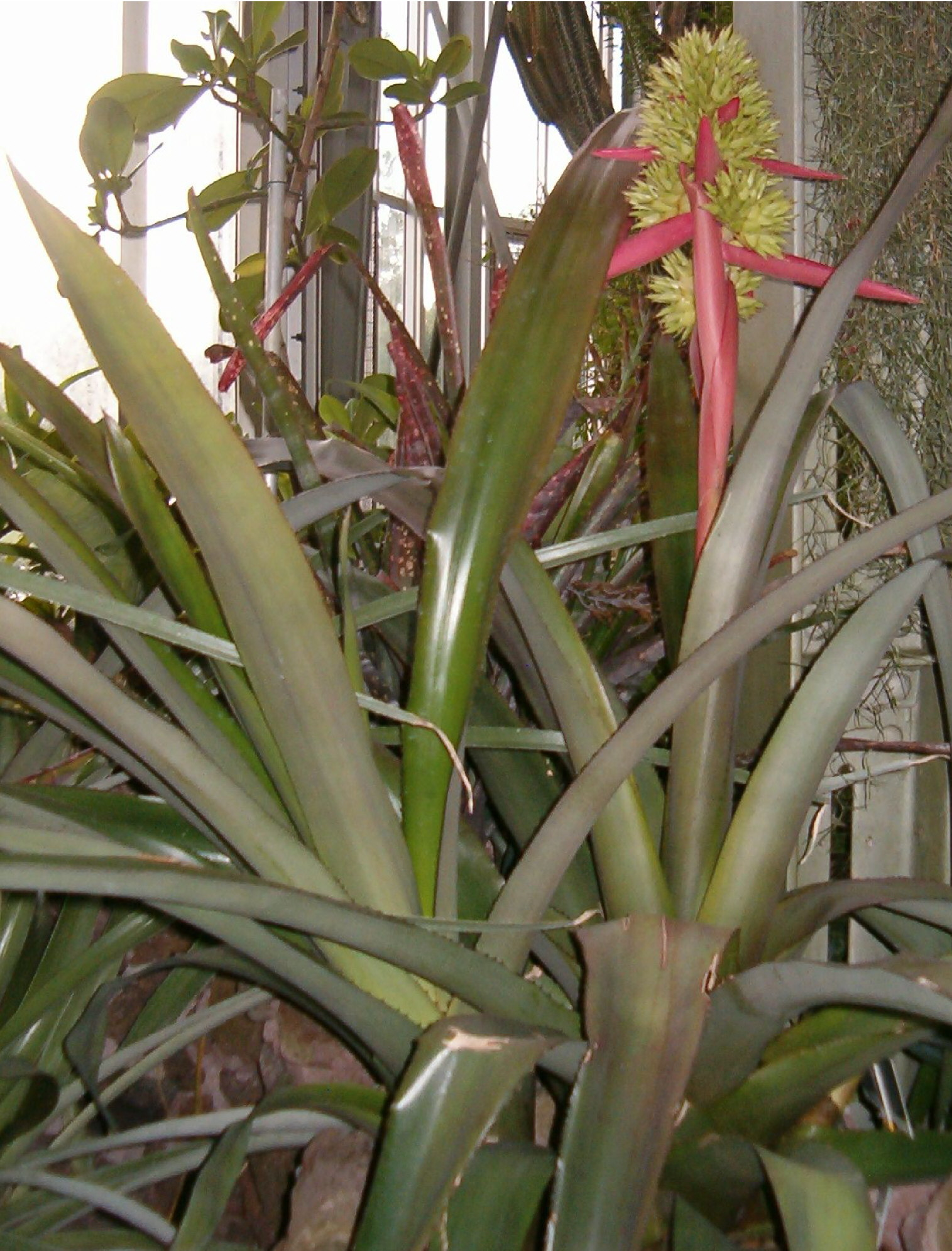
Vista de la planta

## Descripción
Son plantas de hábitos terrestres o epífitas, que alcanzan un tamaño de hasta más de 100 cm en flor. Hojas 100-150 cm; vainas densamente pardo lepidotas; láminas 5-10 cm de ancho, inconspicuamente lepidotas, serradas. Escapo erecto, farinoso; brácteas más largas que los entrenudos y envolviendo al escapo, mucronatas, enteras. Inflorescencia hasta 40 cm, 2-compuesta, con las flores en fascículos sésiles agrupadas en una cabezuela, esparcidamente pelosa a glabra; brácteas primarias enteras, las inferiores más largas que las ramas; ramas estipitadas. Brácteas florales más largas que los ovarios, más cortas que los sépalos, mucho más de 3 veces el largo de los entrenudos, punzantes, suberectas, (lisas?), glabras. Flores sésiles; sépalos de 14 mm, asimétricos, mucronatos; pétalos amarillos.

## Distribución y hábitat
Se distribuye a una altitud de 0-700 metros por Costa Rica, Venezuela, Guayanas, Brasil, Jamaica, Trinidad y Tobago.

## Taxonomía
Aechmea aquilega fue descrita por (Salisb.) Griseb. y publicado en Flora of the British West Indian Islands 592. 1864.
Etimología
Ver: Aechmea
aquilega: epíteto latino que significa "como águila".
Variedades
- Aechmea aquilega var. aquilega
- Aechmea aquilega var. chrysocoma (Baker) L.B.Sm.

Cultivares
- Aechmea 'Exotica Mystique'
- Aechmea 'Isabel D'Bellard'
- Aechmea 'Tropica'
- x Portemea 'Phat Pat'

Sinonimia
- Bromelia aquilega Salisb.
- Gravisia aquilega (Salisb.) Mez

var. aquilega
- Aechmea aquilegioides Kuntze
- Aechmea exsudans (Lodd.) E.Morren
- Aechmea meyeri Baker
- Billbergia capituligera Rchb.
- Bromelia capituligera E. Morren
- Bromelia exsudans Lodd.
- Bromelia paniculigera Rchb.
- Bromelia surinamensis Miq.
- Gravisia exsudans (Lodd.) Mez
- Hohenbergia exsudans (Lodd.) E.Morren
- Tillandsia exsudans (Lodd.) Desf.

var. chrysocoma (Baker) L.B.Sm.
- Aechmea chrysocoma Baker
- Gravisia chrysocoma (Baker) Mez
- Hohenbergia chrysocoma (Baker) E.Morren ex Baker[4]